# Erannis brunneata
Erannis brunneata là một loài bướm đêm trong họ Geometridae.